# حديقة مشرف
- حديقة مشرف هي حديقة عائلة في دبي في الإمارات العربية المتحدة على مساحة 5.25 كيلومتر مربع. تقع في الجزء الشرقي من المدينة (بالقرب من الخوانيج) وعلى بعد 16 كم من وسط دبي التقليدي. تم إنشاء الحديقة في أوائل عام 1980 من قبل بلدية دبي وتم توسيعها وتجديدها بشكل كبير في عام 1989.

رسوم الدخول إلى حديقة المشرف هي 10 دراهم لكل سيارة. ولاستخدام بركة السباحة، يدفع الكبار 10 دراهم ويدفع الأطفال 5 دراهم. الحديقة مفتوحة يوميًا من الساعة 08:00 صباحًا وحتى الساعة 11:00 مساءً.
تضم الحديقة 13 نموذجًا من المنازل التقليدية بأنماط من جميع أنحاء العالم، لتشكل "قرية دولية" صغيرة. يوجد أيضًا ملعب مغامرات Adventura Parks بين الأشجار، بما في ذلك حبل الانزلاق. توجد حديقة نباتية حيث يمكن مشاهدة الطيور. وتقع حديقة حيوانات حديقة التماسيح بدبي في جنوب الحديقة. ويوجد أيضًا مسار للمشي لمسافات طويلة بطول 10 كيلومترات.
رسم الدخول إلى حديقة المشرف هو 10 دراهم للسيارة الواحدة. تفتح الحديقة يومياً من الساعة 8:00 صباحاً وحتى الساعة 11:00 مساءً.
من الشمال المزهر 2، ومن الشرق الخوانيج، ومن الجنوب الورقاء 4، ومن الغرب مردف. تقع الحديقة بالقرب من مطار دبي الدولي، مما عزز هواية رصد الطائرات في المنطقة. وعلى مقربة من الحديقة تقع قرية مشرف في مردف.

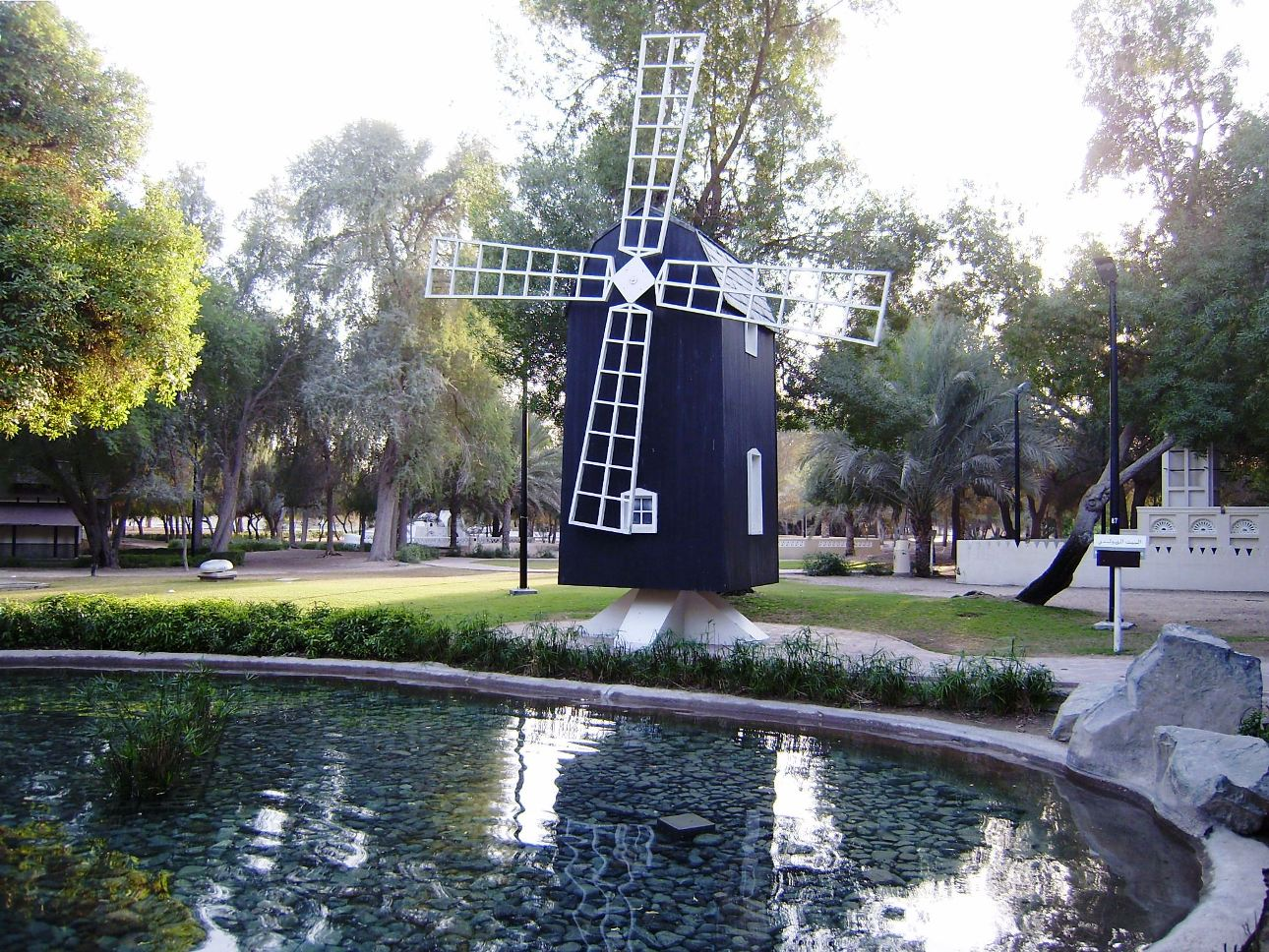
حديقة مشرف

تُعرف المنطقة أيضًا باسم المشرف.

## معرض الصور

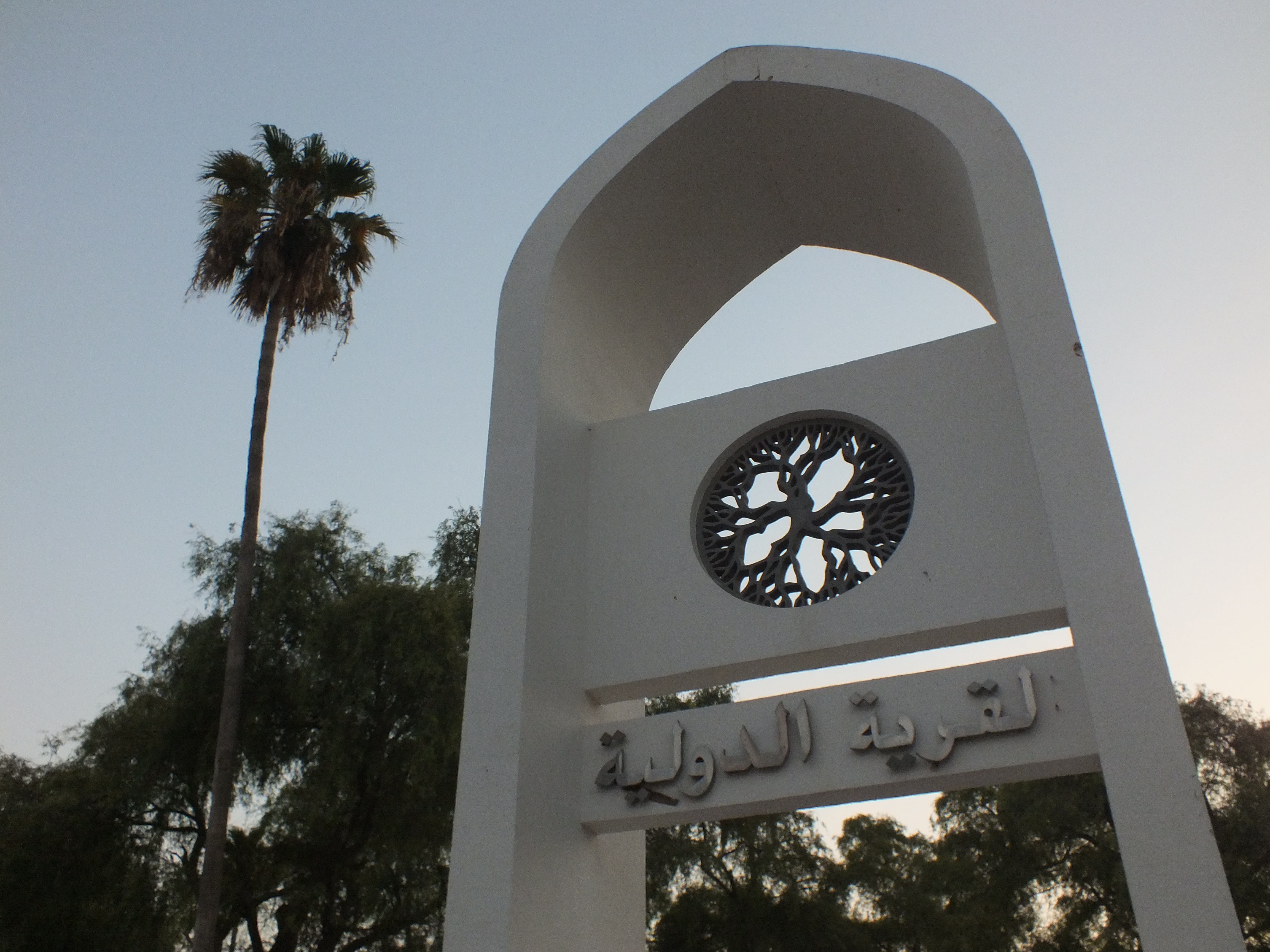
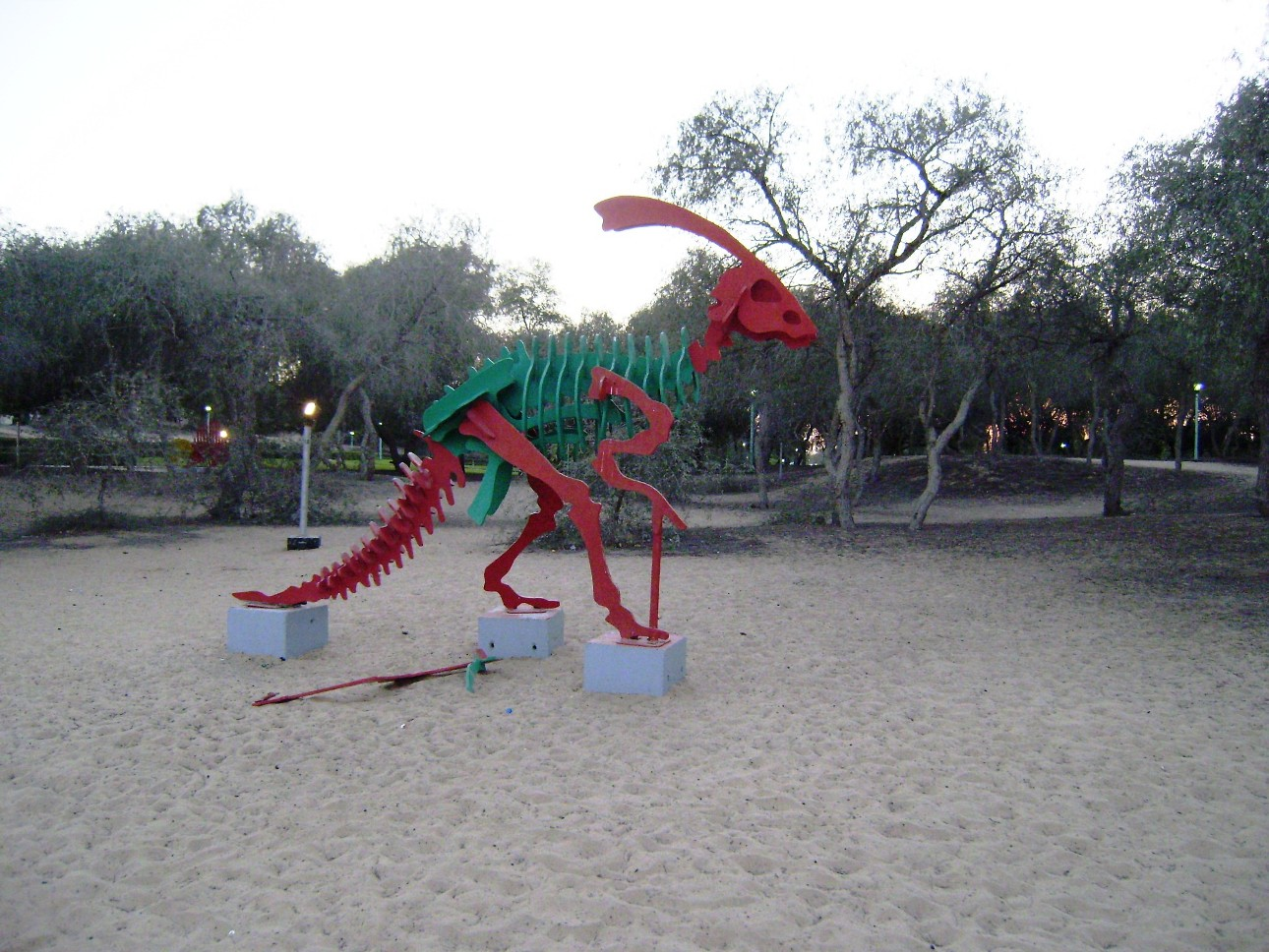
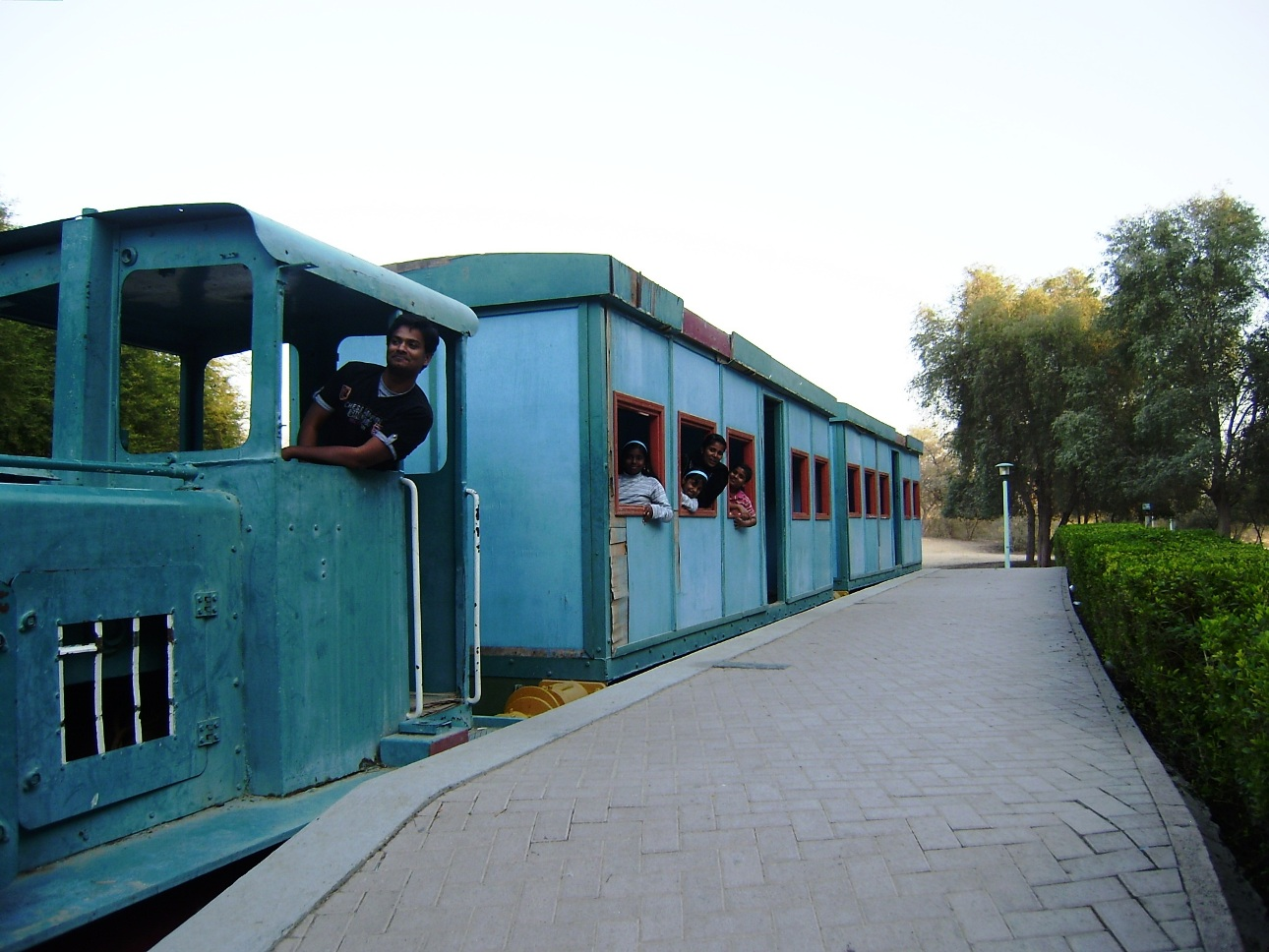
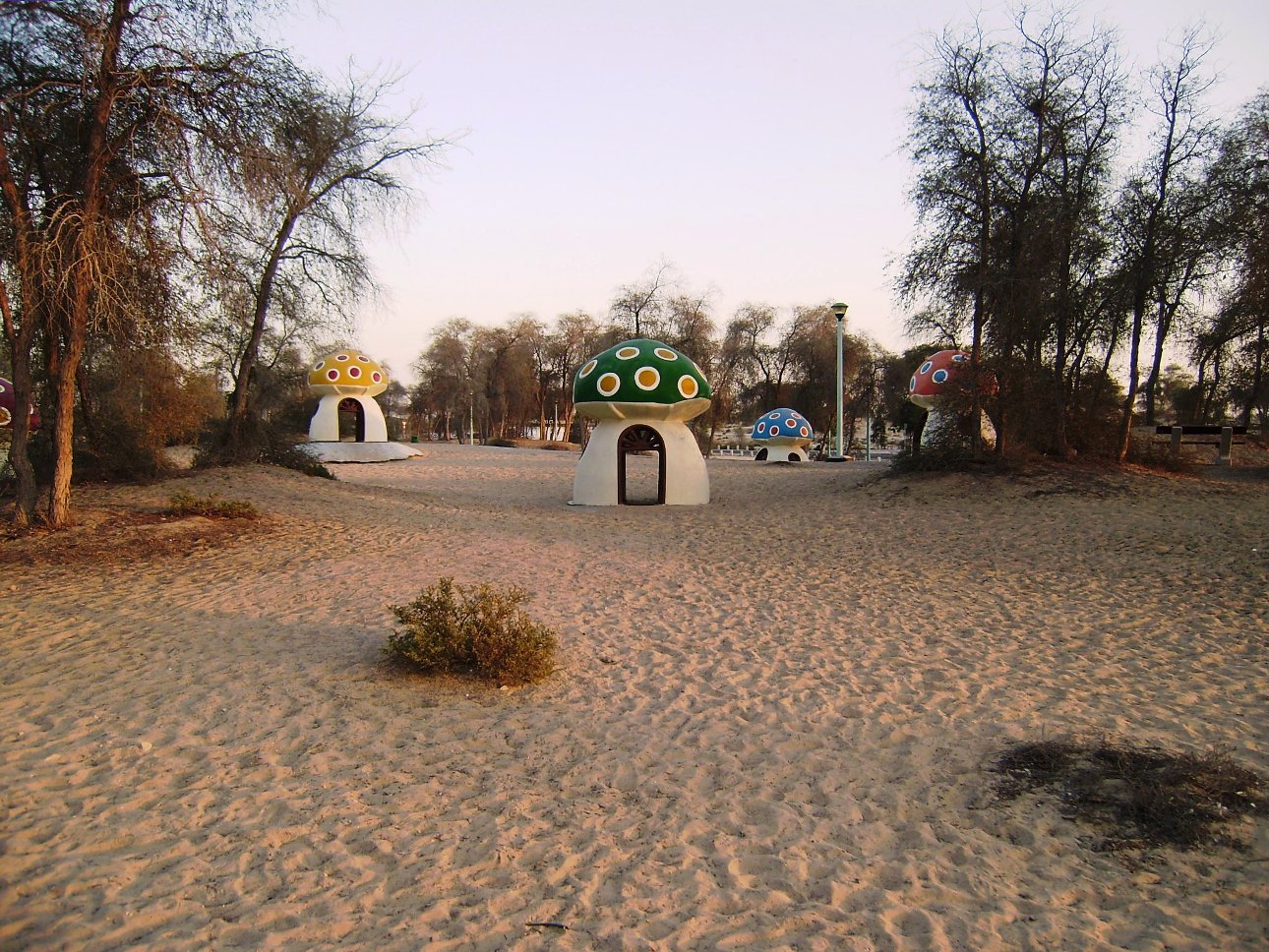
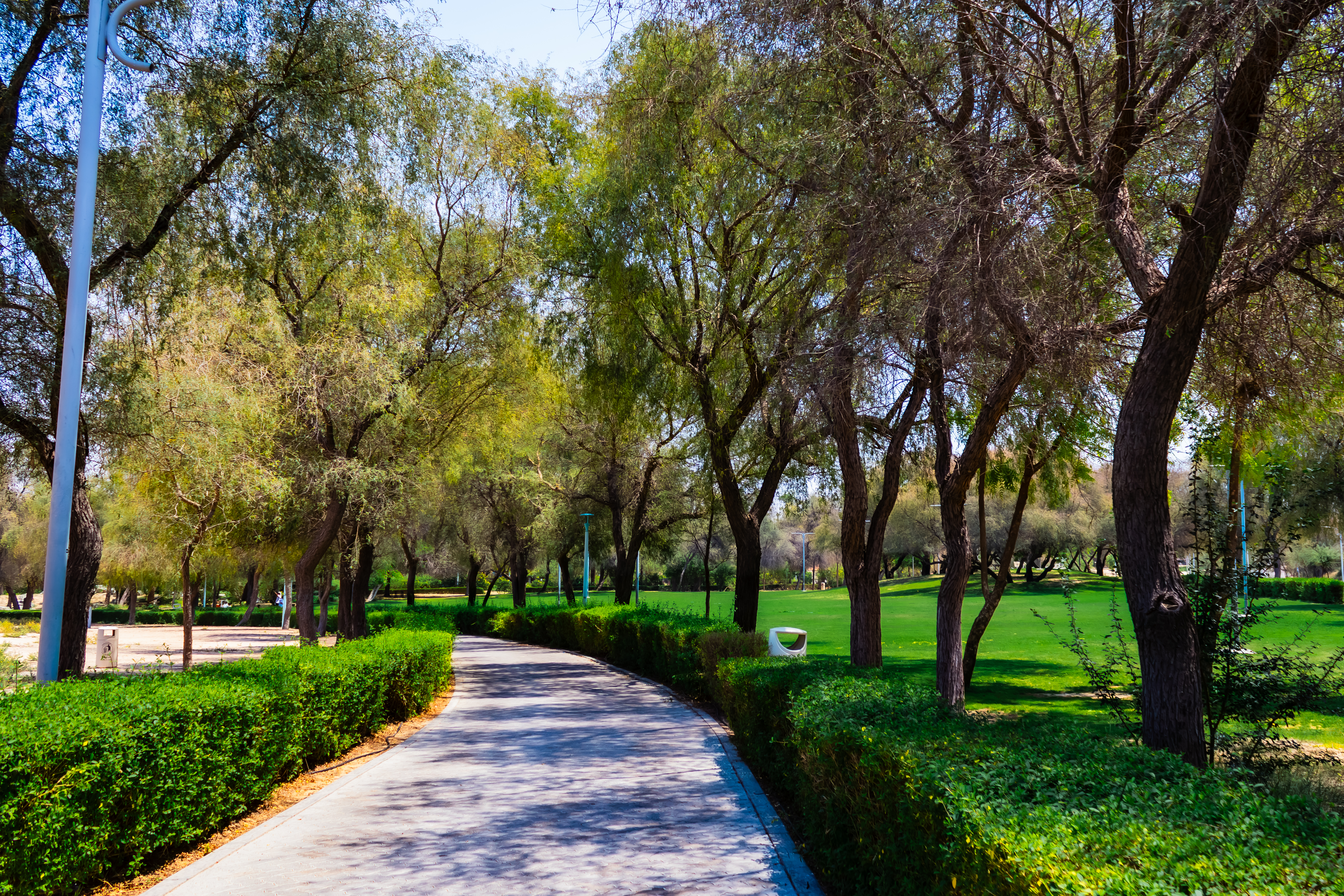
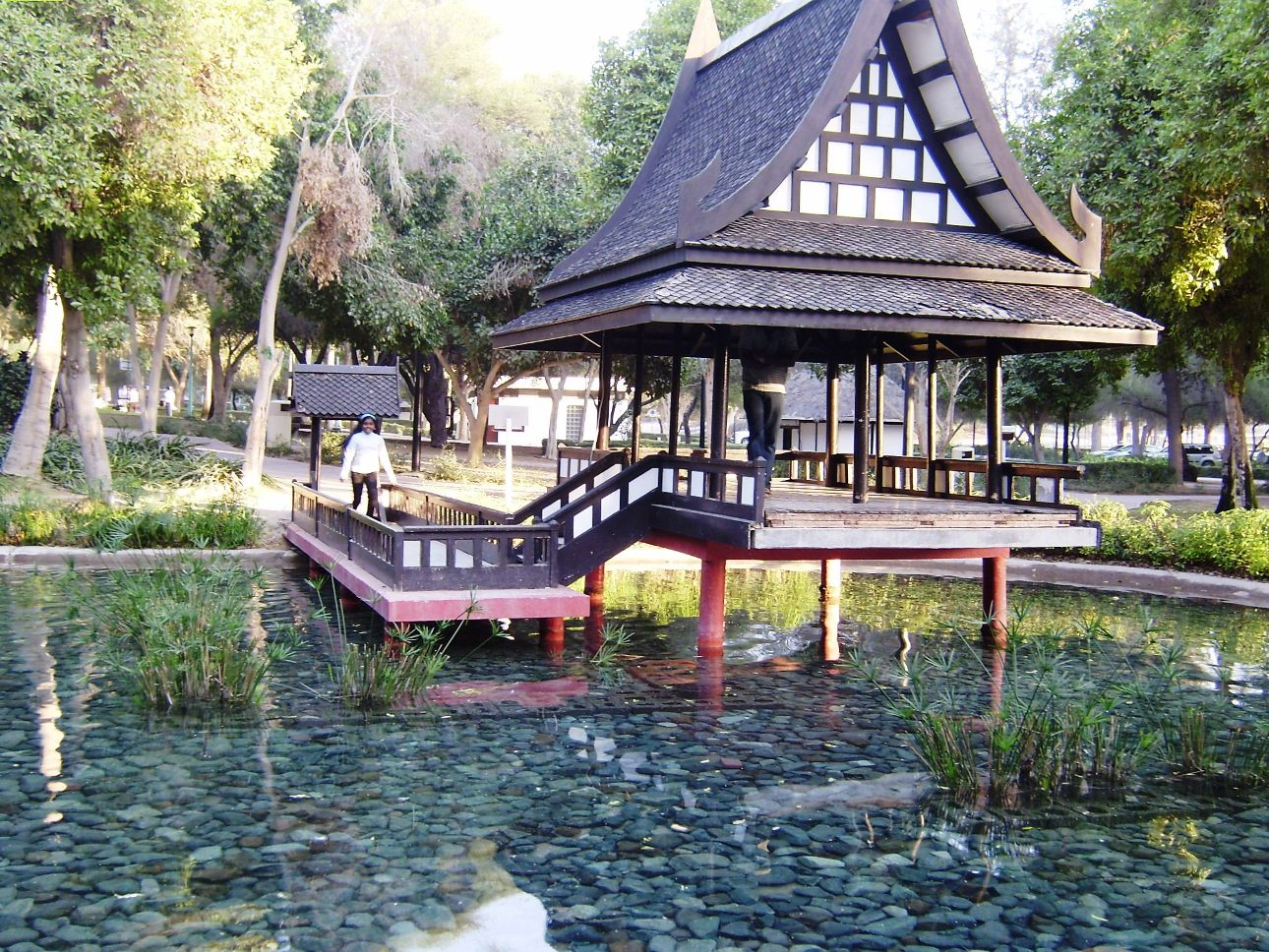
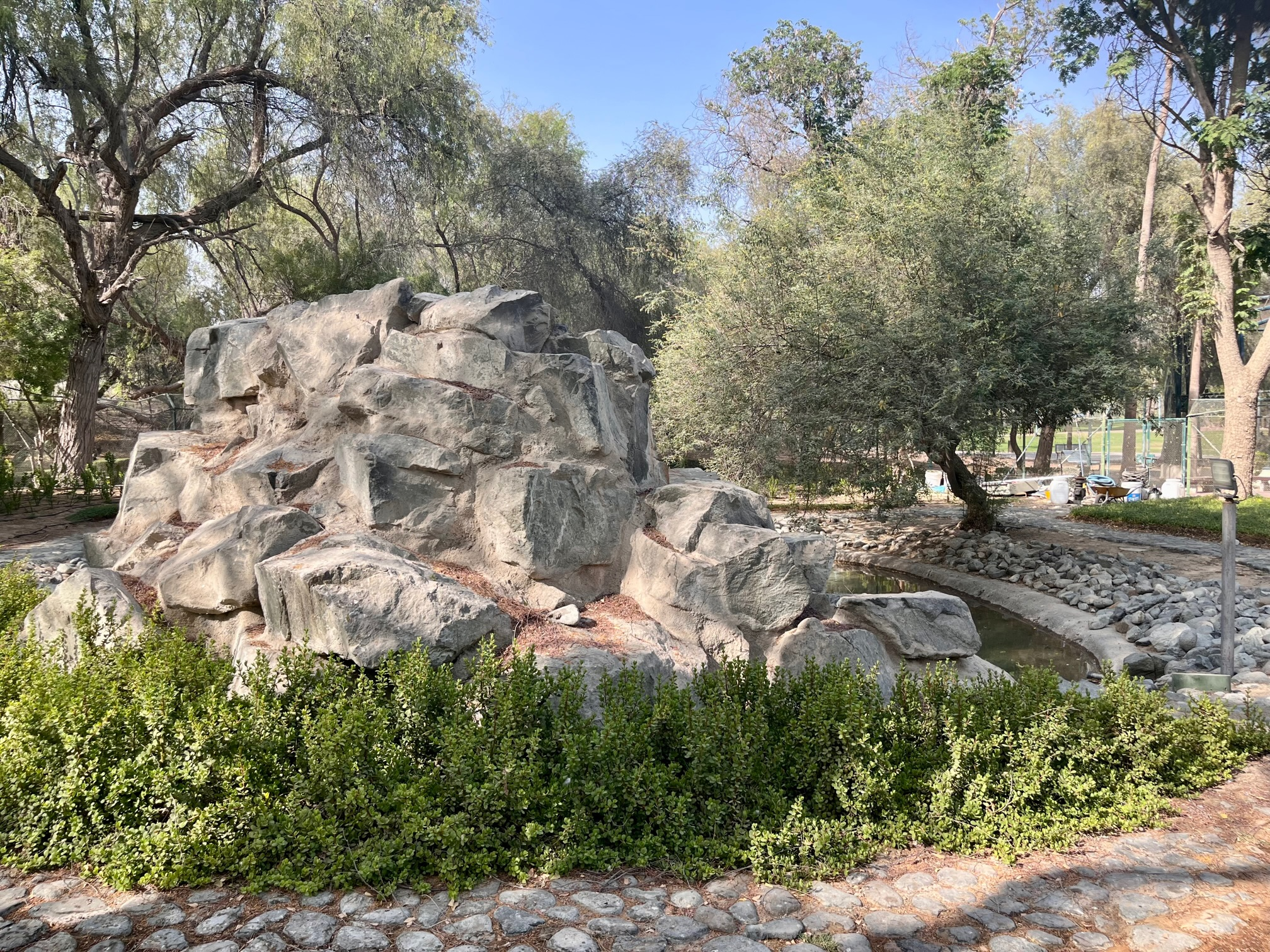
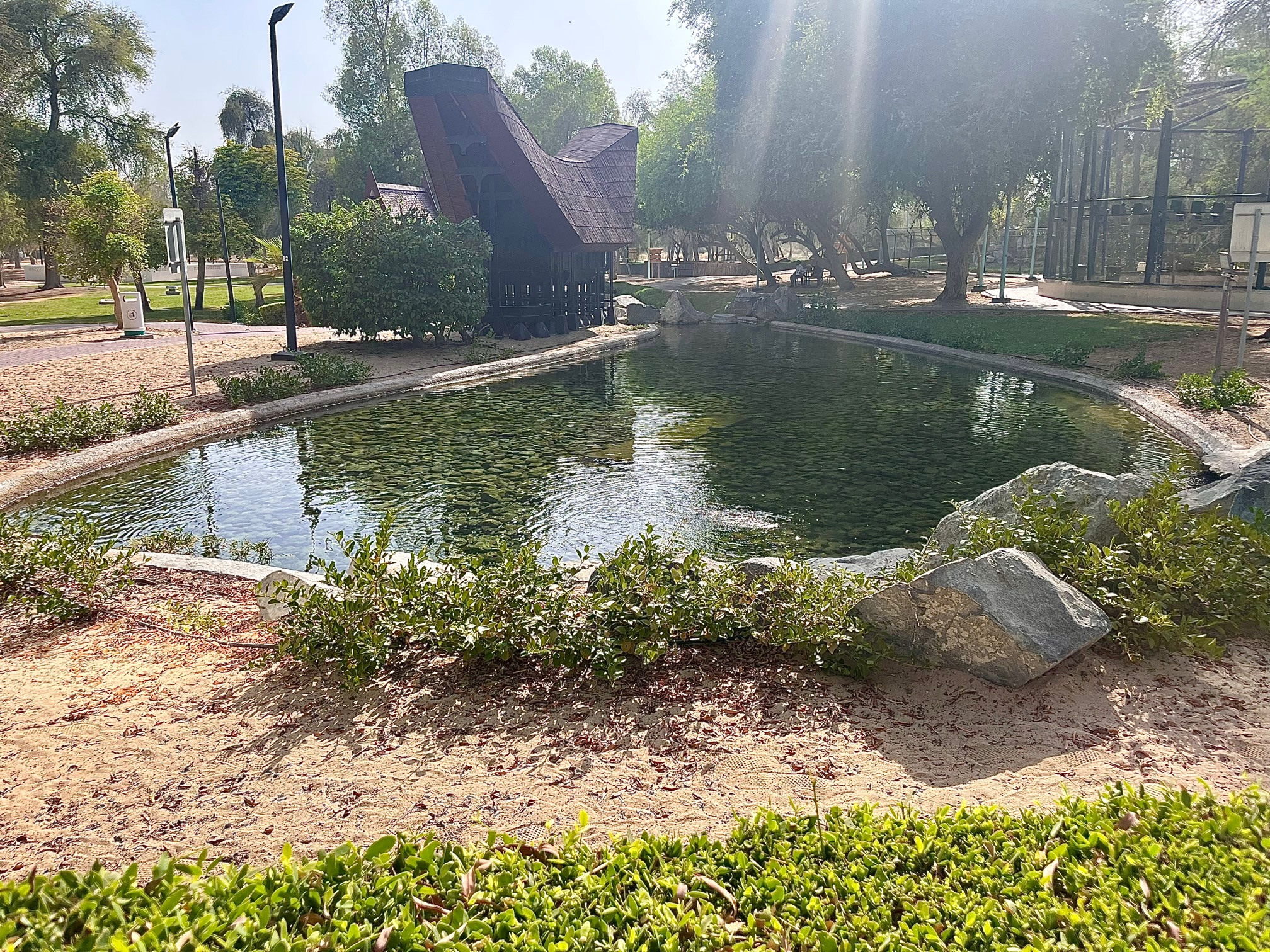
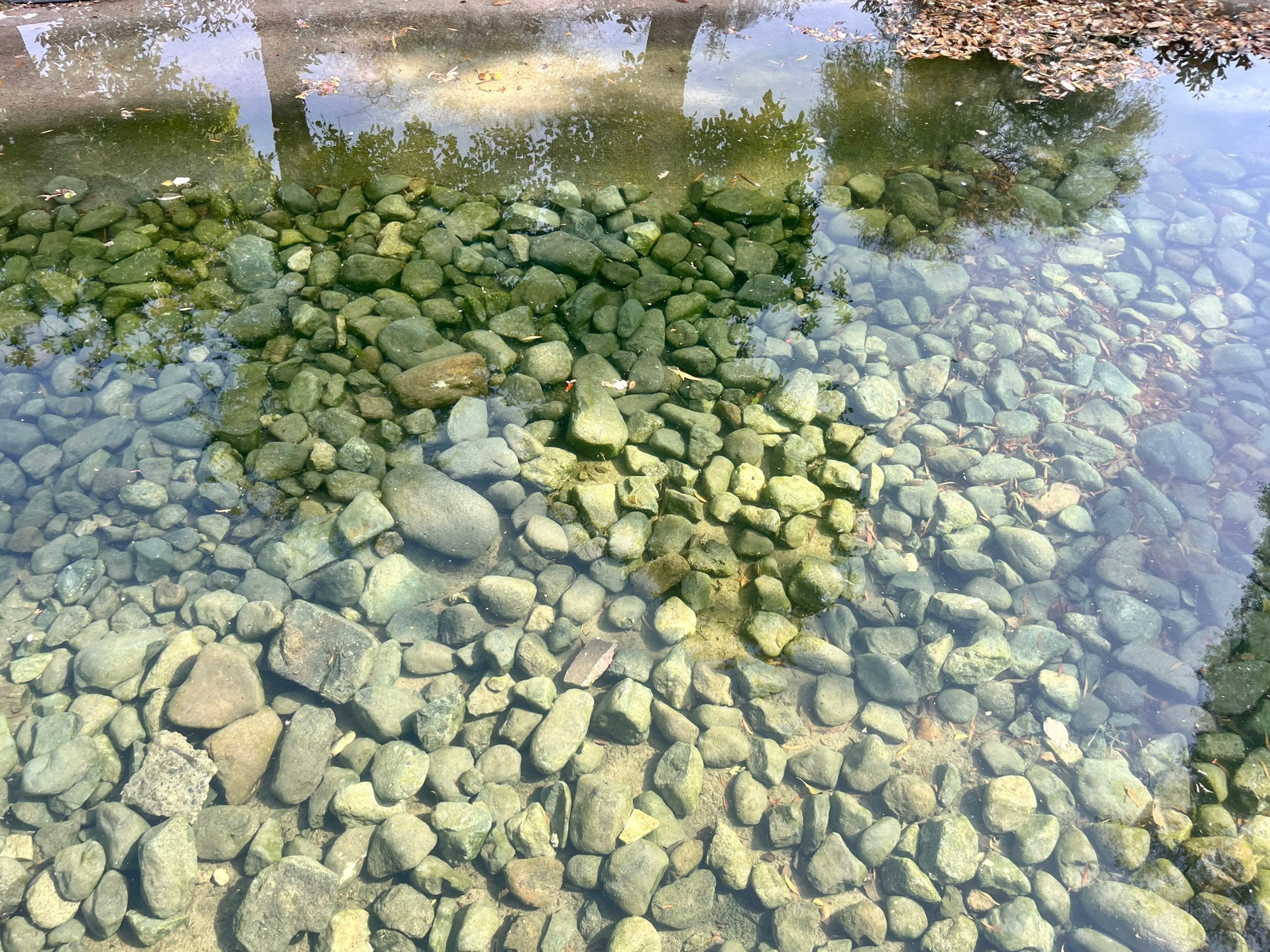